# Меланохалеа шероховатистая
Меланохалеа шероховатистая (лат. Melanohalea exasperatula) — вид листоватых лишайников семейства Пармелиевые.

## Синонимы
- Melanelia exasperatula (Nyl.) Essl., 1978
- Imbricaria exasperatula (Nyl.) Arnold, 1874
- Parmelia aspidota var. exasperatula (Nyl.) P. Syd., 1887
- Parmelia exasperatula Nyl., 1873basionym
- Parmelia olivacea f. exasperatula (Nyl.) Blombg. et Forss., 1880
- Parmelia olivacea subsp. exasperatula (Nyl.) Boistel, 1903

## Описание
Слоевище листоватое, часто розетковидное, реже неопределённой формы, до 5 см диаметре, тонкое, довольно плотно прилегающее к субстрату, иногда с заворачивающимися вниз кончиками лопастей. Лопасти 2—5 мм длины, тесно сомкнутые или налегающие друг на друга, с округло-надрезанными краями и острыми или слегка закруглёнными пазухами. Верхняя поверхность оливково-зелёная или коричневато-зелёноватая, гладкая, всегда без налёта, более или менее блестящая. Соредии отсутствуют. Нижняя поверхность в центре чёрная, матовая, ближе к краям более светлая до серой или серовато-коричневой, с многочисленными ризинами. Изидии шпателевидные, сплющенные, часто в беспорядке налегающие друг на друга, обычно блестящие, в центре лучше развитые, полые. Апотеции поверхностные, до 2 мм в диаметре, со светло- или тёмно-коричневым диском и обычно неровным бородавчатым краем, встречаются очень редко. Споры 9—12×6,5—10 мкм. Содержит атранорин.

## Среда обитания и распространение
На стволах и ветвях различных лиственных и хвойных древесных пород, обработанной древесине, реже на каменистом субстрате, в открытых, не затенённых местах. Широко распространённый нитрофильный вид.
Вид распространён в Европе, Азии, Северной Америке.
В России встречается в европейской части, на Кавказе, Урале, Западной и Восточной Сибири.

## Охранный статус
В России вид Melanohalea exasperatula занесён в Красные книги Ненецкого автономного округа и Тамбовской области.